# Юрковская волость

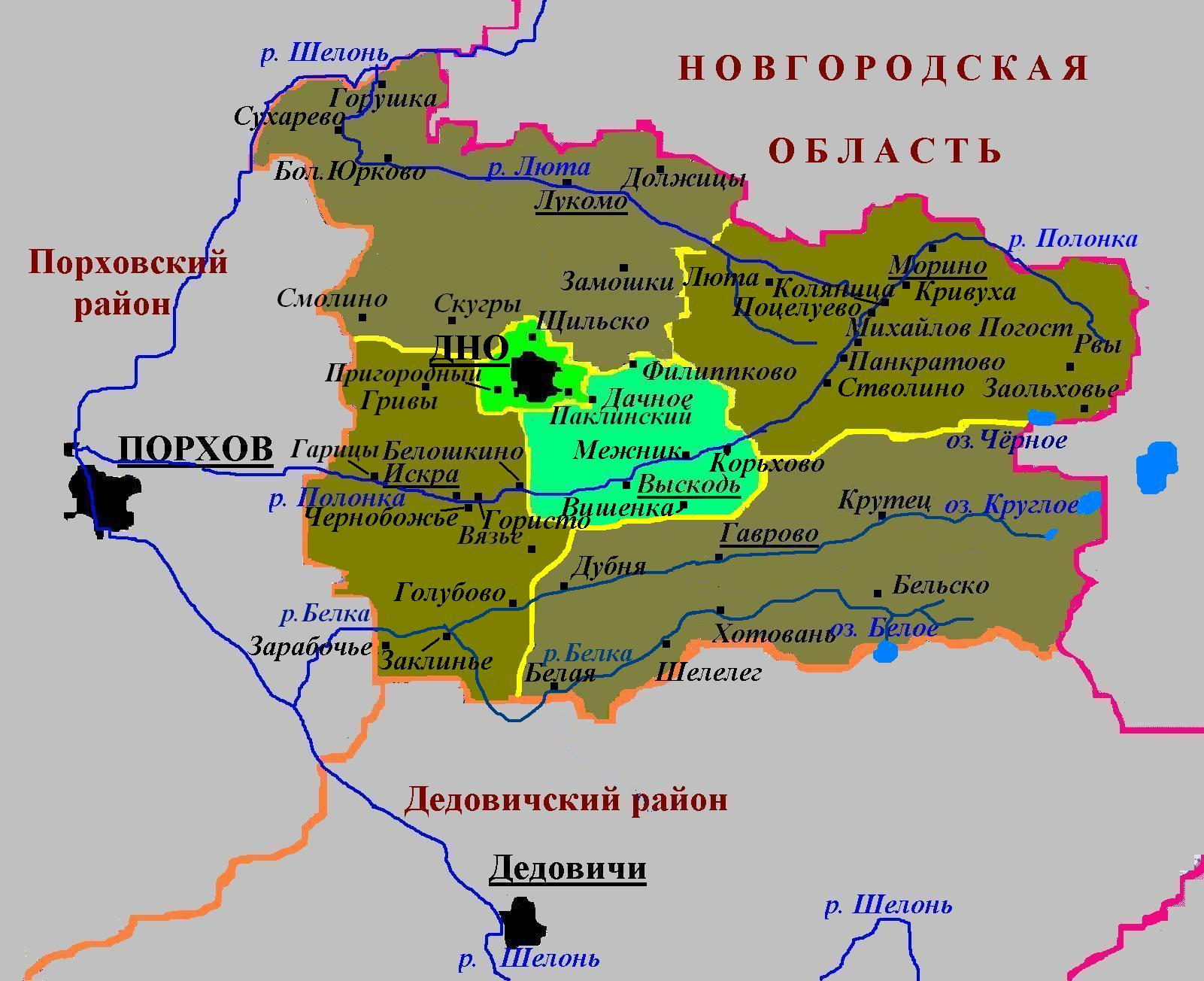
Административное деление Дновского района в 2006—2015 годы

Юрковская волость  — бывшая административно-территориальная единица 3-го уровня (1995—2006) в Дновском районе Псковской области России.
Административный центр — деревня Большое Юрково.

## География
Территория волости находилась на северо-западе района.

## История
Территория этой волости в 1927 году вошла в Дновский район в виде ряда сельсоветов, в том числе Горушинского сельсовета.
В 1935 году Горушинский сельсовет был переименован в Юрковский сельсовет.
Постановлением Псковского областного Собрания депутатов от 26 января 1995 года все сельсоветы в Псковской области были переименованы в волости, в том числе Юрковский сельсовет был превращён в Юрковскую волость с центром в деревне Большое Юрково.
Законом Псковской области от 28 февраля 2005 года Юрковская волость была упразднена и вместе с частью Замошской волости (д. Лукомо) вошла в муниципальное образование Лукомская волость со статусом сельского поселения с 1 января 2006 года.

## Населённые пункты
В состав Юрковской волости входило 17 населённых пунктов: Большое Тресно, Большое Юрково, Вошково, Горушка, Кипрово, Костыжицы, Красница, Любянцы, Малое Тресно, Нива, Нинково, Подолжицы, Подосье, Полосы, Сухарево, Черевково, Ясная Поляна.